# (31429) Diegoazzaro
(31429) Diegoazzaro est un astéroïde de la ceinture principale.

## Description
(31429) Diegoazzaro est un astéroïde de la ceinture principale. Il fut découvert le 21 janvier 1999 à Colleverde par Vincenzo Silvano Casulli. Il présente une orbite caractérisée par un demi-grand axe de 2,31 UA, une excentricité de 0,10 et une inclinaison de 7,9° par rapport à l'écliptique.